# Мандах (Ааргау)
Мандах (нім. Mandach) — громада  в Швейцарії в кантоні Ааргау, округ Бругг.

## Географія
Громада розташована на відстані близько 90 км на північний схід від Берна, 21 км на північний схід від Аарау.
Мандах має площу 5,5 км², з яких на 6,3% дозволяється будівництво (житлове та будівництво доріг), 67,4% використовуються в сільськогосподарських цілях, 26,3% зайнято лісами, 0% не є продуктивними (річки, льодовики або гори).

## Демографія
2019 року в громаді мешкало 334 особи (+10,2% порівняно з 2010 роком), іноземців було 6,3%. Густота населення становила 60 осіб/км².
За віковим діапазоном населення розподілялося таким чином: 24,3% — особи молодші 20 років, 56% — особи у віці 20—64 років, 19,8% — особи у віці 65 років та старші. Було 143 помешкань (у середньому 2,3 особи в помешканні).
Із загальної кількості 83 працюючих 36 було зайнятих в первинному секторі, 6 — в обробній промисловості, 41 — в галузі послуг.